# 小虎还乡
《小虎还乡》是中央电视台动画部与深圳太阳卡通策划设计有限公司联合制作的环保题材动画片，2001年秋于中国中央电视台《动画城》栏目首播，是一部历险、科普性质的具有一定写实性的动画片。本片通过讲述一只小白虎的冒险经历，展示出了中国各个地域的地理特征以及各种动物的生活习性，故事围绕着小虎回乡这一线索展开。

## 剧情
故事发生在中国东北的森林，偷猎者胆小和小胆趁着老虎妈妈不注意，抓捕了其幼崽小白虎。他们打算把小白虎卖到国外，但是在越境途中车子坠入悬崖，小白虎幸免于难，被训虎师燕燕和大龙碰到。大龙误以为它是一只猫咪，收养了它。但是偷猎者仍然不死心，查询到了他们的信息，将小白虎被偷猎者再度捕获。小白虎认识了同样被偷猎者捕获的一只野驴，两个成为朋友，一起对抗偷猎者，回到了大自然。

偷猎者一路跟踪，并在一路上不断捕捉动物，
大龙和燕燕则一直随行。小白虎和奔奔在逃脱偷猎者魔掌的途中还救助了许多其他动物，使它们逃脱了偷猎者的追捕。它们一路上翻越雪山，过草地，渡河湖，穿沙漠，过森林。小驴奔奔率先回到青藏高原，与西藏野驴家族团聚。小虎则继续向西南，遇见小猴淘淘，与之一起向南，淘淘回到了自己的故乡，小虎却不知自己故乡在哪儿。由于大龙的宠物黄狗与大龙走散，于是与小虎一同前行。路上，它们遇到了华南虎，但华南虎生活的地方却不是小虎的故乡。与此同时，大龙联系中科院，得知小虎的故乡在东北。于是，他们一同找到小虎，用直升机送它回到了东北。

## 播出信息
首播频道（平台）：CCTV-1（1-52集）、央视频（53-78集）
重播频道：CCTV-4、CCTV-12、CCTV-14、CCTV央视文化精品、CGTN阿拉伯语、中阿卫视

## 剧集
| 季数   | 出品时间 | 播出时间   | 集数    |
| ------ | -------- | ---------- | ------- |
| 第一季 | 2001年   | 2001年     | 1-13集  |
| 第二季 | 2002年   | 2002年11月 | 14-26集 |
| 第三季 | 2005年   | 2005年9月  | 27-52集 |
| 第四季 | 2008年   | 2021年5月  | 53-78集 |

## 演职人员

### 配音演员
| 演员   | 角色 | 备注                     |
| 刘艺   | 小虎 | 白色小东北虎，动画片主角 |
| 贾丽娜 | 燕燕 | 驯兽师                   |
| 刘海霞 | 大龙 | 小男孩                   |
| 滕奎兴 | 胆小 | 偷猎者                   |
| 张文渔 | 小胆 | 偷猎者                   |
| 刘俐   | 奔奔 | 小野驴                   |
| 曹玉敏 | 八哥 | 大龙宠物                 |
| 齐昕欣 | 阿黄 | 黄狗，大龙宠物           |

其他配音演员
- 赵阳、崔妍、杨光、贾毅宁、方树桥、白楠、蔡菊辉、回春、韩力、姚居德、刘力、徐琳、郝琳杰、海霞

### 职员
- 出品人：余培侠
- 美术设计：耿琳、张建军、马守宏
- 执行导演：顾严华、向铮、叶涛海、钟志群、高梅清、高志强、
- 文学编辑：褚朔群
- 造型设计：顾严华、向铮、张建军、马守宏
- 场景设计：张建军、马守宏
- 台本绘制：张建军、马守宏、顾严华、向铮、高文
- 原画：向铮、张纪平、杨志明、邓本勤、倪琳、侯玉、徐进、王大勇、朱秉羚、杨一峰、陈刚、蔡珏、赵作龙、桂仁兵、郑华、颜静怡、马兰、石光辉
- 动画：娄丽艳、冯国芳、刘祥奎、乔林枫、温峤、鲁卫红、王旭、付静霞、吴雄韧、胡蓉、曹荣斌、金泽、石家琦、何静、刘顺安、贾宏达
- 拟音：王连仲、王胜、钱守一
- 电子效果：安平、李阳
- 录音：辽宁凤凰影视制作有限公司
- 音乐编辑：吕乐琴
- 音乐录音：小马丁
- 统筹：徐哲敏、张翼鸥

## 曲目
- 主题曲

《回家的路》，作词：胡元骏；作曲：郭小笛；演唱：汪正正
- 片尾曲

《全力以赴》（一、二、三季） 作词：胡元骏；作曲：郭小笛；演唱：廖小青
《有你在我身边》（第四季） 作词：杨莺歌；作曲：郭小笛；演唱：王小恺

### 配乐
在音乐的处理上，它的音乐表现有力度，有感情，有交响乐、进行曲、小夜曲、圆舞曲等等。每一集故事中根据情节的变化和故事场景的不同，还使用了一些大家熟悉的世界名曲。

## 特点
这部动画片场景设计自由度广，展现了东西南北不同的地域特色，有雪山、沙漠、湖泊、草原、热带雨林等等。
动画中涉及的地区有：新疆维吾尔族自治区、甘肃省、青海省、西藏自治区、四川省、云南省（丽江）、贵州省、湖北省（神龙架）、四川省（熊猫出没）、吉林省（长白山）

## 花絮
1、《小虎还乡》中的反派——偷猎者胆小兄弟是一对高矮胖瘦反差极大的兄弟。制作本片的重要工作人员向铮说：“生活中我和我弟弟就是这样的，我瘦他壮，但他经常被我欺负。同事说你们兄弟俩挺有意思，如果片中有这样的场景就好玩了。就这样，一对造型就诞生了。”
2、为了创作《小虎还乡》，重要工作人员马守宏带着团队去丽江、香格里拉、呼伦贝尔等地搜集素材。“近半月的艰苦跋涉收获颇多，片中的自然风光是业界公认的最大亮点之一。”